# Constituição Iugoslava de 1931
A Constituição Iugoslava de 1931, também conhecida como Constituição de Setembro ou Constituição Octróica, foi a segunda e última Constituição do Reino da Iugoslávia. Foi expedida por decreto em 3 de setembro. 

## Antecedentes
O Artigo 76 da Constituição proibiu a posse de armas de fogo por membros do Parlamento durante a sessão, provavelmente em resposta ao tiroteio fatal cometido por Puniša Račić contra vários membros do Partido Camponês Croata em 1928. A turbulência que se seguiu ao assassinato levou ao estabelecimento da Ditadura de 6 de Janeiro em 1929, ao abrigo da qual a anterior Constituição de Vidovdan foi revogada. 

## Estrutura
A Constituição consiste em doze capítulos que compreendem 120 artigos. 

### Partes
| Capítulo 1: Disposições Gerais Define a Iugoslávia como uma monarquia constitucional, estabelece o Brasão de armas da Iugoslávia e a língua oficial. Capítulo 2: Direitos e Deveres Elementares do Cidadão Fornece os direitos de proteção igual, petição, e julgamento, liberdade de religião, liberdade de expressão, e liberdade de associação, proíbe exílio e injustificada busca e apreensão, e prevê o ensino primário obrigatório e gratuito. Capítulo 3: Disposições Sociais e Económicas Garante direitos de propriedade, permite domínio eminente com justa compensação, permite ao Estado intervir no mercado de trabalho “num espírito de justiça”. Capítulo 4: Os Poderes do Estado Divide os poderes executivo, legislativo e judiciário; O Rei possui o poder executivo e compartilha o legislativo com um Parlamento bicameral. Capítulo 5: O Rei King é chefe de estado e comandante-chefe, e detém o direito de perdão e o direito de dissolver o Parlamento com a aprovação do Conselho de Ministros. Disposições sobre maioridade e herança. Capítulo 6: A Regência Se o rei for incapacitado ou menor, seu poder é exercido por uma regência composta por seu herdeiro, se elegível, ou por três regentes pré-nomeados, se não. | Capítulo 7: Parlamento Legislatura bicameral: Senado com membros nomeados e eleitos diretamente, mandatos de seis anos, Câmara dos Deputados eleita diretamente, com mandatos de quatro anos. Sufrágio quase universal para homens com pelo menos 21 anos. Projetos de lei apresentados pelo Rei ou por um quinto de qualquer uma das casas, promulgados pelo Rei e pelo Conselho de Ministros.. Capítulo 8: O Poder Executivo Estabelece fronteiras das nove banovinas. O Rei nomeia e demite Ministros e Banos, que são governadores supremos de suas respectivas banovinas. Capítulo 9: O Poder Judiciário As questões civis entre os muçulmanos são decididas pelos juízes da Xaria. Estabelece mandato vitalício. Capítulo 10: Finanças e Domínio do Estado O Parlamento aprova orçamentos anuais. O Ministro das Finanças administra os bens do Estado.. Capítulo 11: O Exército Tamanho do Exército determinado no processo orçamentário. Solicitação civil necessária para que o Exército mantenha a ordem interna. Estabelece tribunais militares. Capítulo 12: Modificações da Constituição Processo de alteração: O Rei demite o Parlamento e convoca eleições; O Parlamento recém-eleito deve aprovar alterações por uma votação de três quintos de ambas as casas. Todas as leis, exceto a que estabelece a Ditadura de 6 de Janeiro, permanecem em vigor. |

## Duração
A força da Constituição terminou com a invasão da Iugoslávia pelas potências do Eixo, que começou em 6 de abril de 1941 e terminou com a rendição incondicional do Exército Real Iugoslavo em 17 de abril, após a qual a Iugoslávia foi dividida e anexada pelas potências invasoras. Pedro II fugiu para a Inglaterra. Em 1944, o primeiro-ministro do seu governo no exílio assinou o Tratado de Vis, que prometia um governo de coligação realista-partisan após a Segunda Guerra Mundial. Eleições irregulares para uma assembleia constituinte em 11 de Novembro de 1945 produziram uma grande maioria para o Partido Comunista. A Constituição Iugoslava de 1946 que produziu aboliu a monarquia e substituiu a Constituição de 1931. 